# Xalisco (plaats)
Xalisco is een stadje in de Mexicaanse staat Nayarit. De plaats heeft 21.899 inwoners (census 2005) en is de hoofdplaats van de gemeente Xalisco.
De plaats ligt ten zuiden van de Tepic, de hoofdstad van de staat en maakt deel uit van de stedelijke omgeving van Tepic. De plaats heette voordien Jalisco en ligt op 6,4 km ten zuidwesten van Tepic.
In de precolumbiaanse periode was Xalisco de hoofdstad van het indiaanse vorstendom Xalisco, dat haar naam heeft gegeven aan de huidige staat Jalisco. In de stad zijn de ruïnes terug te vinden van een koloniale hacienda en een museum met precolumbiaanse kunstvoorwerpen.